# Wuhan Open 2017
Wuhan Open 2017 (також відомий під назвою Dongfeng Motor Wuhan Open 2017 за назвою спонсора) — жіночий тенісний турнір, що проходив на відкритих кортах з твердим покриттям. Це був 4-й за ліком Wuhan Open. Належав до категорії Premier 5 у рамках Туру WTA 2017. Відбувся в Optics Valley International Tennis Center в Ухані (Китай). Тривав з 24 до 30 вересня 2017 року.

## Очки і призові

### Нарахування очок
| Дисципліна       | П   | Ф   | ПФ  | ЧФ  | 1/8 | 1/16 | 1/32 | Q   | Q2  | Q1  |
| Одиночний розряд | 900 | 585 | 350 | 190 | 105 | 60   | 1    | 30  | 20  | 1   |
| Парний розряд    | 900 | 585 | 350 | 190 | 105 | 1    | Н/Д  | Н/Д | Н/Д | Н/Д |

### Призові гроші
| Дисципліна       | П        | F        | ПФ       | ЧФ      | 1/8     | 1/16    | 1/32   | Q2     | Q1     |
| Одиночний розряд | $471,700 | $235,520 | $117,770 | $54,230 | $26,900 | $13,790 | $7,090 | $3,955 | $2,040 |
| Парний розряд    | $135,000 | $68,200  | $33,635  | $16,990 | $8,600  | $4,255  | Н/Д    | Н/Д    | Н/Д    |

## Учасниці основної сітки в одиночному розряді

### Сіяні пари
| Країна          | Гравчиня            | Рейтинг | Сіяні |
| --------------- | ------------------- | ------- | ----- |
| Іспанія         | Гарбінє Мугуруса    | 1       | 1     |
| Румунія         | Сімона Халеп        | 2       | 2     |
| Чехія           | Кароліна Плішкова   | 4       | 3     |
| Данія           | Каролін Возняцкі    | 6       | 4     |
| Велика Британія | Джоанна Конта       | 7       | 5     |
| Росія           | Світлана Кузнецова  | 8       | 6     |
| Словаччина      | Домініка Цібулкова  | 9       | 7     |
| Латвія          | Олена Остапенко     | 10      | 8     |
| Польща          | Агнешка Радванська  | 11      | 9     |
| США             | Медісон Кіз         | 12      | 10    |
| Чехія           | Петра Квітова       | 13      | 11    |
| Німеччина       | Анджелік Кербер     | 14      | 12    |
| Франція         | Крістіна Младенович | 15      | 13    |
| США             | Слоун Стівенс       | 17      | 14    |
| Латвія          | Анастасія Севастова | 18      | 15    |
| Росія           | Олена Весніна       | 19      | 16    |

- Рейтинг подано станом на 18 вересня 2017

### Інші учасниці
Гравчині, що отримали вайлдкард на участь в основній сітці:
- Дуань Інін
- Джил Тайхманн
- Ван Яфань

Гравчиня, що потрапила в основну сітку завдяки захищеному рейтингові:
- Слоун Стівенс

Гравчині, що потрапили до основної сітки через стадію кваліфікації:
- Унс Джабір
- Варвара Лепченко
- Магда Лінетт
- Крістіна Макгейл
- Моніка Нікулеску
- Андреа Петкович
- Моніка Пуїг
- Марія Саккарі

### Відмовились від участі
До початку турніру
- Тімеа Бачинскі → її замінила  Ван Цян
- Міряна Лучич-Бароні → її замінила  Ешлі Барті
- Луціє Шафарова → її замінила  Юлія Путінцева
- Коко Вандевей → її замінила  Донна Векич

## Учасниці основної сітки в парному розряді

### Сіяні пари
| Країна            | Гравчиня             | Країна    | Гравчиня               | Рейтинг1 | Сіяна |
| ----------------- | -------------------- | --------- | ---------------------- | -------- | ----- |
| Китайський Тайбей | Чжань Юнжань         | Швейцарія | Мартіна Хінгіс         | 5        | 1     |
| Росія             | Катерина Макарова    | Росія     | Олена Весніна          | 10       | 2     |
| Індія             | Саня Мірза           | КНР       | Пен Шуай               | 17       | 3     |
| Австралія         | Ешлі Барті           | Австралія | Кейсі Деллаква         | 28       | 4     |
| Канада            | Габріела Дабровскі   | КНР       | Сюй Їфань              | 38       | 5     |
| Німеччина         | Анна-Лена Гренефельд | Чехія     | Квета Пешке            | 42       | 6     |
| Польща            | Алісія Росольська    | США       | Абігейл Спірс          | 56       | 7     |
| Франція           | Крістіна Младенович  | Росія     | Анастасія Павлюченкова | 58       | 8     |

- Рейтинг подано станом на 18 вересня 2017

### Інші учасниці
Нижче наведено пари, які отримали вайлдкард на участь в основній сітці:
- Гуо Шаньшань /  Є Цююй
- Ван Цян /  Ван Яфань

Наведені нижче пари отримали місце як заміна:
- Мона Бартель /  Каріна Віттгефт

### Відмовились від участі
До початку турніру
- Моніка Нікулеску
- Олена Остапенко
- Анастасія Павлюченкова

Під час турніру
- Ешлі Барті

### Знялись
- Катерина Макарова
- Ван Цян
- Каріна Віттгефт

## Переможниці та фіналістки

### Одиночний розряд
- Каролін Гарсія —  Ешлі Барті, 6–7(3–7), 7–6(7–4), 6–2

### Парний розряд
- Чжань Юнжань /  Мартіна Хінгіс —  Аояма Сюко /  Ян Чжаосюань, 7–6(7–5), 3–6, [10–4]